# 奈交サービス
奈交サービス株式会社（なこうサービス）は、物販事業などを行う奈良交通グループの子会社である。柿の葉ずしショップ、売店、飲食店等の運営、石油類、ギフト商品等の販売、文具・オフィス用品等の通信販売、バス広告、看板広告等の取扱い、駐輪場、駐車場、レンタサイクルの管理受託、放置車両確認事務、リムジンバスの案内・誘導業務・乗車券販売などを行っている。

## 概要
1956年5月、奈交商事株式会社として設立。その後、奈良宣伝印刷株式会社を吸収合併し、現社名の奈交サービスに社名変更。
2006年6月から奈良市において、2007年10月からは橿原市と大和高田市において、それぞれ奈交サービスに雇用された駐車監視員が放置車両確認事務を行っている。

## 営業所
- 受託事業本部（放置車両確認事務、レンタサイクル業など）
- 宣伝印刷部（バス車両広告、屋外看板、宣伝広告、印刷業）
- 営業本部
- 中和管理事務所
- モータープール油阪
- 富野荘自転車センター
- 奈良自転車センター
- 新大宮北自転車センター
- 新大宮南センター
- 西大寺自転車センター
- 西大寺駅北口臨時自転車センター
- あやめ池自転車センター
- 学園前北自転車センター
- 学園前南自転車センター
- 富雄自転車センター
- 結崎自転車センター
- 寺田自転車センター
- 八戸ノ里自転車センター
- 久津川自転車センター
- 山田川自転車センター
- 築山自転車センター
- 尺土自転車センター
- 東生駒自転車センター
- 平城自転車センター
- 西の京自転車センター
- 桔梗が丘自転車センター
- 学研奈良登美ヶ丘自転車センター
- 学研北生駒自転車センター
- 学研白庭台自転車センター
- 五位堂駅自転車駐車場
- 志都美駅自転車駐車場
- 喜志駅地下自転車駐車場
- 喜志駅西自転車駐車場
- 富田林駅自転車駐車場
- 富田林駅西自転車駐車場
- 川西駅自転車駐車場
- 八戸ノ里駅南自転車駐車場
- 富雄駅西自転車駐車場
- 萱島駅自転車駐車場
- 古川橋駅自転車駐車場
- JR郡山駅東自転車駐車場
- JR奈良駅西口自転車駐車場
- 二上駅自転車駐車場
- 大和田駅自転車駐車場
- 東貝塚駅自転車駐車場
- 永和駅自転車駐車場
- 四条畷北自転車駐車場
- JR久宝寺駅南自転車駐車場
- JR久宝寺駅北自転車駐車場
- JR五位堂駅自転車駐車場
- 城陽駅西自転車駐車場
- 五位堂駅北有料駐車場

過去
- 若草書店近鉄奈良店
- 若草書店桜井店
- 若草書店近鉄橿原神宮前駅店
- 若草書店近鉄八木駅店